# Tobo/Örbyhus FF
Tobo/Örbyhus FF, vanligen Töff, är en idrottsförening från Tobo och Örbyhus i Uppsala län, bildad 1 januari 1975. Föreningen bildades genom sammanslagning av fotbollssektionerna  i Tobo IF och Örbyhus IF. Föreningen bedriver sedan starten fotboll, vilket efterhand kompletterats med en innebandysektion. Föreningens herrlag i fotboll spelade i gamla  division III 1978, d.v.s. motsvarande dagens division I.